# Campionati mondiali di canoa/kayak 2019
I Campionati mondiali di canoa/kayak 2019 sono stati la 45ª edizione della manifestazione. Si sono svolti a Seghedino, in Ungheria, dal 21 al 25 agosto 2019; la sede delle gare è stato il Centro olimpico di Seghedino.

## Medagliere
| Pos.   | Paese         | Oro | Argento | Bronzo | Totale |
| ------ | ------------- | --- | ------- | ------ | ------ |
| 1      | Bielorussia   | 6   | 4       | 4      | 16     |
| 2      | Germania      | 6   | 4       | 1      | 11     |
| 3      | Ungheria      | 5   | 4       | 3      | 12     |
| 4      | Cina          | 4   | 0       | 1      | 5      |
| 5      | Russia        | 2   | 3       | 1      | 6      |
| 6      | Nuova Zelanda | 2   | 0       | 0      | 2      |
| 7      | Spagna        | 1   | 3       | 3      | 7      |
| 8      | Brasile       | 1   | 0       | 1      | 2      |
| 8      | Gran Bretagna | 1   | 0       | 1      | 2      |
| 10     | Lituania      | 1   | 0       | 0      | 1      |
| 10     | Stati Uniti   | 1   | 0       | 0      | 1      |
| 12     | Polonia       | 0   | 6       | 1      | 7      |
| 13     | Cuba          | 0   | 1       | 1      | 2      |
| 13     | Slovenia      | 0   | 1       | 1      | 2      |
| 15     | Bulgaria      | 0   | 1       | 1      | 2      |
| 15     | Cile          | 0   | 1       | 1      | 2      |
| 15     | Rep. Ceca     | 0   | 1       | 1      | 2      |
| 15     | Serbia        | 0   | 1       | 1      | 2      |
| 19     | Francia       | 0   | 0       | 2      | 2      |
| 19     | Portogallo    | 0   | 0       | 2      | 2      |
| 19     | Slovacchia    | 0   | 0       | 2      | 2      |
| 19     | Uzbekistan    | 0   | 0       | 2      | 2      |
| 23     | Danimarca     | 0   | 0       | 1      | 1      |
| 23     | Georgia       | 0   | 0       | 1      | 1      |
| 23     | Messico       | 0   | 0       | 1      | 1      |
| 23     | Moldavia      | 0   | 0       | 1      | 1      |
| 23     | Ucraina       | 0   | 0       | 1      | 1      |
| Totale | Totale        | 30  | 30      | 31     | 91     |

## Podi

### Uomini
| Evento      | Oro                                                                          | Perform. | Argento                                                                 | Perform. | Bronzo                                                                    | Perform. |
| Canoa       |                                                                              |          |                                                                         |          |                                                                           |          |
| C1 - 200 m  | Henrikas Žustautas                                                           | 39"36    | Artsem Kozyr                                                            | 40"08    | Zaza Nadiradze                                                            | 40"24    |
| C1 - 500 m  | Sebastian Brendel                                                            | 1'53"59  | Angel Kodinov                                                           | 1'54"49  | Oleg Tarnovschi                                                           | 1'54"94  |
| C1 - 1000 m | Isaquias Queiroz                                                             | 3'59"23  | Tomasz Kaczor                                                           | 4'00"92  | Adrien Bart                                                               | 4'01"55  |
| C1 - 5000 m | Sebastian Brendel                                                            | 22'15"86 | Balázs Adolf                                                            | 22'19"15 | Fernando Jorge                                                            | 22'30"46 |
| C2 - 200 m  | Spagna Alberto Pedrero Pablo Graña                                           | 36"06    | Polonia Arsen Śliwiński Michał Łubniewski                               | 36"18    | Uzbekistan Artur Guliev Elyorjon Mamadaliev                               | 36"42    |
| C2 - 500 m  | Cina Li Qiang Xing Song                                                      | 1'37"33  | Ungheria Jonatán Hajdu Ádám Fekete                                      | 1'38"41  | Spagna Sete Benavides Antoni Segura                                       | 1'38"97  |
| C2 - 1000 m | Cina Liu Hao Wang Hao                                                        | 3'40"55  | Cuba Serguey Torres Fernando Jorge                                      | 3'41"46  | Brasile Erlon Silva Isaquias Queiroz                                      | 3'44"34  |
| C4 - 500 m  | Russia Ivan Shtyl Pavel Petrov Viktor Melantyev Mikhail Pavlov               | 1'34"69  | Germania Jan Vandrey Conrad-Robin Scheibner Tim Hecker Moritz Adam      | 1'35"83  | Bielorussia Andrėj Bahdanovič Evgeniy Tengel Maksim Krysko Vitali Asetski | 1'37"14  |
| Kayak       |                                                                              |          |                                                                         |          |                                                                           |          |
| K1 - 200 m  | Liam Heath                                                                   | 34"86    | Strahinja Stefanović                                                    | 35"04    | Carlos Garrote                                                            | 35"12    |
| K1 - 500 m  | Tom Liebscher                                                                | 1'35"04  | Mikita Borykau                                                          | 1'35"19  | Maxim Spesivtsev                                                          | 1'35"49  |
| K1 - 1000 m | Bálint Kopasz                                                                | 3'36"07  | Josef Dostál                                                            | 3'37"31  | Fernando Pimenta                                                          | 3'37"63  |
| K1 - 5000 m | Aleh Yurenia                                                                 | 19'54"07 | Max Hoff                                                                | 19'57"56 | Fernando Pimenta                                                          | 20'19"94 |
| K2 - 200 m  | Russia Yury Postrigay Alexander Dyachenko                                    | 33"05    | Polonia Piotr Mazur Bartosz Grabowski                                   | 33"10    | Ungheria Márk Balaska Levente Apagyi                                      | 33"30    |
| K2 - 500 m  | Bielorussia Stanislau Daineka Dzmitry Natynchyk                              | 1'33"13  | Spagna Pelayo Roza Pedro Vázquez Llenín                                 | 1'33"48  | Germania Marcus Groß Martin Hiller                                        | 1'34"50  |
| K2 - 1000 m | Germania Max Hoff Jacob Schopf                                               | 3'20"53  | Spagna Francisco Cubelos Íñigo Peña                                     | 3'21"79  | Francia Cyrille Carré Étienne Hubert                                      | 3'22"96  |
| K4 - 500 m  | Germania Tom Liebscher Ronald Rauhe Max Rendschmidt Max Lemke                | 1'19"26  | Spagna Saúl Craviotto Carlos Arévalo López Rodrigo Germade Marcus Walz  | 1'19"77  | Slovacchia Erik Vlček Adam Botek Csaba Zalka Samuel Baláž                 | 1'20"96  |
| K4 - 1000 m | Germania Lukas Reuschenbach Felix Frank Jakob Thordsen Tobias-Pascal Schultz | 2'48"79  | Russia Vasily Pogreban Aleksei Vostrikov Oleg Siniavin Igor Kalashnikov | 2'49"78  | Slovacchia Gábor Jakubík Juraj Tarr Denis Myšák Ákos Gacsal               | 2'50"44  |

### Donne
| Evento      | Oro                                                                  | Perform. | Argento                                                                            | Perform. | Bronzo                                                                        | Perform. |
| Canoa       |                                                                      |          |                                                                                    |          |                                                                               |          |
| C1 - 200 m  | Nevin Harrison                                                       | 49"30    | Olesia Romasenko                                                                   | 49"74    | Alena Nazdrova                                                                | 49"99    |
| C1 - 500 m  | Alena Nazdrova                                                       | 2'00"73  | Ksenia Kurach                                                                      | 2'01"64  | Anastasiia Chetverikova                                                       | 2'03"83  |
| C1 - 5000 m | Volha Klimava                                                        | 25'34"67 | María Mailliard                                                                    | 25'56"41 | Zhang Yajue                                                                   | 26'14"90 |
| C2 - 200 m  | Cina Lin Wenjun Zhang Luqi                                           | 44"69    | Ungheria Kincső Takács Virág Balla                                                 | 45"16    | Uzbekistan Dilnoza Rakhmatova Nilufar Zokirova                                | 46"60    |
| C2 - 500 m  | Cina Sun Mengya Xu Shixiao                                           | 2'02"81  | Ungheria Kincső Takács Virág Balla                                                 | 2'04"49  | Bielorussia Nadzeya Makarchanka Volha Klimava                                 | 2'07"74  |
| Kayak       |                                                                      |          |                                                                                    |          |                                                                               |          |
| K1 - 200 m  | Lisa Carrington                                                      | 39"39    | Marta Walczykiewicz                                                                | 41"33    | Emma Jørgensen Teresa Portela                                                 | 41"34    |
| K1 - 500 m  | Lisa Carrington                                                      | 1'55"76  | Volha Khudzenka                                                                    | 1'57"39  | Danuta Kozák                                                                  | 1'58"01  |
| K1 - 1000 m | Tamara Csipes                                                        | 4'07"90  | Justyna Iskrzycka                                                                  | 4'09"26  | Lizzie Broughton                                                              | 4'10"44  |
| K1 - 5000 m | Dóra Bodonyi                                                         | 22'03"23 | Tabea Medert                                                                       | 22'03"85 | Maryna Litvinchuk                                                             | 22'04"08 |
| K2 - 200 m  | Bielorussia Maryna Litvinchuk Volha Khudzenka                        | 36"21    | Slovenia Špela Ponomarenko Janić Anja Osterman                                     | 36"72    | Ungheria Blanka Kiss Anna Lucz                                                | 36"97    |
| K2 - 500 m  | Bielorussia Maryna Litvinchuk Volha Khudzenka                        | 1'42"55  | Polonia Karolina Naja Anna Puławska                                                | 1'43"34  | Slovenia Špela Ponomarenko Janić Anja Osterman                                | 1'44"21  |
| K2 - 1000 m | Ungheria Erika Medveczky Réka Hagymási                               | 3'34"23  | Germania Tabea Medert Sarah Brüßler                                                | 3'35"59  | Messico Karina Alanís Maricela Montemayor                                     | 3'40"91  |
| K4 - 500 m  | Ungheria Dóra Bodonyi Erika Medveczky Tamara Csipes Alida Dóra Gazsó | 1'32"91  | Bielorussia Maryna Litvinchuk Volha Khudzenka Nadzeya Liapeshka Marharyta Makhneva | 1'33"69  | Polonia Karolina Naja Helena Wisniewska Anna Puławska Katarzyna Kolodziejczyk | 1'34"77  |

## Canoa Paralimpica

### Medagliere
| Pos.   | Paese         | Oro | Argento | Bronzo | Totale |
| ------ | ------------- | --- | ------- | ------ | ------ |
| 1      | Gran Bretagna | 3   | 2       | 1      | 6      |
| 2      | Ucraina       | 3   | 0       | 1      | 4      |
| 3      | Australia     | 2   | 1       | 1      | 4      |
| 4      | Brasile       | 1   | 1       | 2      | 4      |
| 5      | Ungheria      | 1   | 0       | 0      | 1      |
| 5      | Giappone      | 1   | 0       | 0      | 1      |
| 5      | Uzbekistan    | 1   | 0       | 0      | 1      |
| 8      | Germania      | 0   | 3       | 0      | 3      |
| 9      | Russia        | 0   | 2       | 1      | 3      |
| 10     | Italia        | 0   | 2       | 0      | 2      |
| 11     | Portogallo    | 0   | 1       | 0      | 1      |
| 12     | Cile          | 0   | 0       | 2      | 2      |
| 13     | Iran          | 0   | 0       | 1      | 1      |
| 13     | Nuova Zelanda | 0   | 0       | 1      | 1      |
| 13     | Polonia       | 0   | 0       | 1      | 1      |
| Totale | Totale        | 12  | 12      | 11     | 35     |

### Podi
| Evento         | Oro                   | Perform. | Argento             | Perform. | Bronzo                   | Perform. |
| Gare maschili  |                       |          |                     |          |                          |          |
| KL1 - 200 m    | Péter Pál Kiss        | 45"42    | Esteban Farias      | 46"17    | Luis Cardoso Da Silva    | 46"49    |
| KL2 - 200 m    | Curtis McGrath        | 42"35    | Federico Mancarella | 42"80    | Scott Martlew            | 43"51    |
| KL3 - 200 m    | Serhii Yemelianov     | 40"03    | Leonid Krylov       | 40"56    | Caio Riberio de Carvalho | 40"70    |
| VL1 - 200 m    | Mykola Fedorenko      | 1'05"18  | Peter Happ          | 1'07"81  | Robinson Méndez          | 1'14"27  |
| VL2 - 200 m    | Luís Cardoso da Silva | 51"68    | Norberto Mourao     | 52"82    | Jakub Tokarz             | 53"21    |
| VL3 - 200 m    | Curtis McGrath        | 47"42    | Caio Carvalho       | 47"52    | Stuart Wood              | 48"42    |
| Gare femminili |                       |          |                     |          |                          |          |
| KL1 - 200 m    | Maryna Mazhula        | 55"99    | Edina Müller        | 56"97    | Katherine Wollermann     | 58"03    |
| KL2 - 200 m    | Charlotte Henshaw     | 47"62    | Emma Wiggs          | 49"03    | Susan Seipel             | 51"12    |
| KL3 - 200 m    | Shakhnoza Mirzaeva    | 47"29    | Laura Sugar         | 47"32    | Shahla Behrouzirad       | 48"96    |
| VL1 - 200 m    | Monika Seryu          | 1'14"56  | Esther Bode         | 1'35"66  | n.a.                     | -        |
| VL2 - 200 m    | Emma Wiggs            | 56"10    | Susan Seipel        | 57"74    | Mariia Nikiforova        | 59"24    |
| VL3 - 200 m    | Charlotte Henshaw     | 56"82    | Larisa Volik        | 57"84    | Nataliia Lahutenko       | 59"07    |